# Vermont Street
Vermont Street je ulice v San Francisku v Kalifornii ve Spojených státech amerických o délce 2,1 km. Nachází se ve čtvrti Potrero Hill a vede severo-jižním směrem podél dálnice U.S. Route 101. Její úsek u parku McKinley Square patří společně s podobným úsekem sanfranciské ulice Lombard Street mezi nejklikatější ulice na světě.

## Popis
Ulice Vermont Street začíná na severu na křižovatce s ulicí Division Street a vede přímým jižním směrem podél estakády rychlostní komunikace James Lick Freeway, po níž je vedena dálnice U.S. Route 101. Průmyslová zástavba se tedy nachází pouze na východní straně ulice, která mírně stoupá. Za křižovatkou se 17. ulicí (17th Street) se Vermont Street dostává prudším stoupáním do rezidenční oblasti, zatímco blízká dálnice obchází kopec táhlým obloukem ze západní strany. Na svém nejvyšším bodě Vermont Street kříží 20. ulici (20th Street), poté kolem přiléhajícího parku McKinley Square prudce klesá a následně vede ke křižovatce s 22. ulicí (22nd Street). Celý tento první úsek je dlouhý 1,4 km.
Druhý úsek Vermont Street o délce 0,6 km je veden po západní straně rychlostní komunikace James Lick Freeway, s první částí ulice je propojen lávkou pro pěší přes dálnici. Ulice vede podél dálnice kolem nemocnice San Francisco General Hospital a rezidenční zástavby na západní straně a končí na křižovatce s 25. ulicí (25th Street). Třetí úsek Vermont Street se nachází opět na východní straně James Lick Freeway, s druhým úsekem však spojen není. Tato krátká část o délce asi 100 m se nachází v průmyslové oblasti, začíná na křižovatce s 26. ulicí (26th Street) a končí na křižovatce s dopravní tepnou Cesar Chavez Street.

### Úsek u parku McKinley Square
Úsek Vermont Street u parku McKinley Square vede prudkým jižním klesáním (na vzdálenost 110 m výškový rozdíl 27 m). Rezidenční zástavba se nachází pouze na východní straně ulice, zatímco na druhé straně se nachází park. Klesání je realizováno pěti serpentinami na opěrných zdech s počáteční a koncovou zatáčkou (na vzdálenost 85 m výškový rozdíl 19 m) a následným přímým úsekem (na vzdálenost 25 m výškový rozdíl 8 m). Celá tato část Vermont Street byla postavena v letech 1927–1928. Doprava je zde vedena jednosměrně pouze dolů.
Oproti světoznámému úseku Lombard Street poblíž turisticky atraktivní lokality Fisherman's Wharf na severu San Franciska, který byl označován za nejklikatější ulici na světě, zůstával tento úsek Vermont Street mimo větší pozornost. V roce 2008 bylo v prvním dílu televizního pořadu Travel Fact or Fiction stanice Travel Channel uvedeno, že právě Vermont Street má větší hodnotu klikatosti (1,56) než Lombard Street (1,2). Stejnou informaci poskytl roku 2011 městský odbor veřejných prací pro díl „Crookedest Street“ televizního pořadu California's Gold.
Na klikatém úseku Vermont Street byla v roce 1973 natáčena scéna filmu Magnum Force, která byla součástí větší automobilové honičky.